# Alberoni (Venedig)

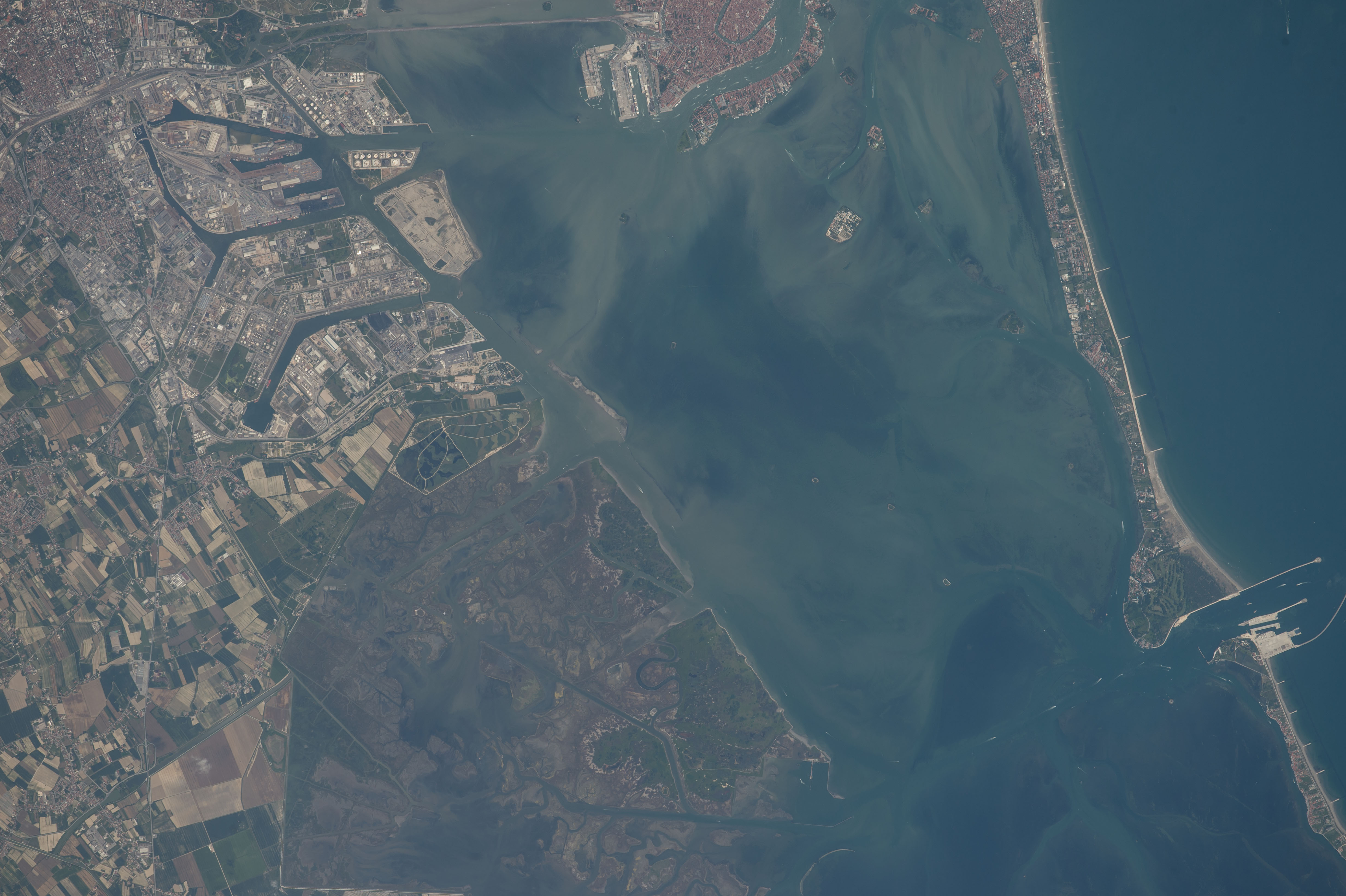
Satellitenbild mit der südlichen Lagune, oben das historische Zentrum Venedig, rechts die Lidi und die Adria sowie die Durchfahrt von Malamocco, an deren Nordseite Alberoni liegt

Alberoni ist eine kleine Ortschaft am Südende des venezianischen Lido südlich von Malamocco, eine sogenannte Frazione. 2010 hatte sie rund 600 Einwohner und war damit die zweitgrößte Ortschaft auf der langgestreckten Insel zwischen der Lagune von Venedig im Westen und der Adria im Osten.

## Name
Der Name geht auf Alberoni, das antike Albaiones zurück, was etwa ‚weiße Dünen‘ bedeutet.

## Flora und Fauna
Südlich von Alberoni befinden sich, zwischen einem Golfplatz und dem Badestrand auf der Adriaseite gelegen, die Dünen von Alberoni, die Dune degli Alberoni. Dabei handelt es sich um ein artenreiches, bewaldetes Dünengebiet, das unter strengem Schutz steht und wo etwa Ziegenmelker zu finden sind, auch Nachtschatten genannt (Caprimulgus europaeus). Dieser nicht leicht zu findende „Succiacapre“ gibt ein in Tonhöhe und Lautstärke variierendes nächtliches Schnurren von sich, bricht manchmal plötzlich ab, lässt dann ein mehrmaliges, kraftvolles Flügelklatschen hören. Die lokalen, lichten Pinienwälder, feuchtes Grasland, der Krautbewuchs der „grauen Dünen“, bilden ein geeignetes Habitat für den Ziegenmelker, der hier brütet und nachts die zahlreichen Insekten jagt. Auch brütet im Schutzgebiet der Bienenfresser.
Meeresschildkröten wurden 2010 vor Alberoni durch Mitarbeiter des WWF und von Helfern nachgewiesen.

## Geschichte

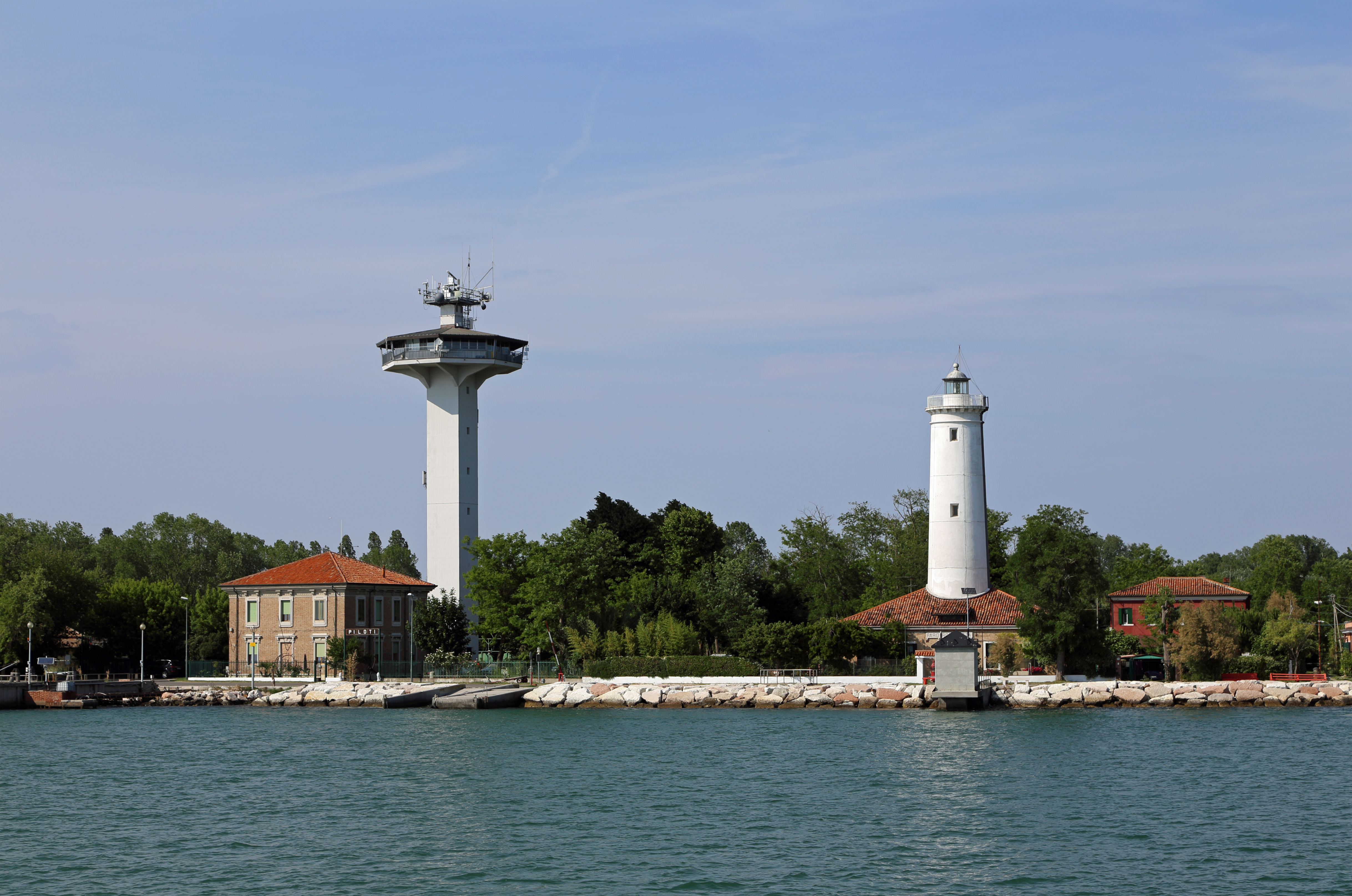
Der Leuchtturm Faro Rocchetta, auch Faro degli Alberoni genannt, und die Lotsenstation

Zwischen 1993 und 2022 fanden sich immer wieder Bruchstücke von römischen Schiffsrümpfen vor Alberoni, die Überreste von kleinen Schiffen darstellen (sutilis navis), die aus Ulmenholz bestanden und die ausschließlich in der nördlichen Adria nachgewiesen sind. Mittels Dendrochronologie konnten sie auf die Zeit zwischen 67 und 131 n. Chr. datiert werden. Es handelt sich um 25 größere Stücke eines Schiffes, deren längstes 3,2 m lang war, und zahlreiche Splitter eines römischen Plattbodenschiffes aus dem 2. Jahrhundert.
Im 16. Jahrhundert wurde der Ort zur Abwehr der Osmanen stark befestigt, im 19. Jahrhundert entstand eine zweite Festung.
1872 wurden die heutigen Wellenbrecher gebaut, die letztlich nicht nur die Durchfahrt zwischen Adria und Lagune in beide Richtungen sicherten, sondern auch zur Ursache dafür wurden, dass sich die höchsten Dünen der Lagune auftürmten. Auch entstand in den nächsten Jahrzehnten ein etwa 30 ha umfassendes Waldgebiet. Hinzu kam 1879 ein Leuchtturm, der Faro Rocchetta, von dem die Fähren nach Pellestrina ablegen. In dessen unmittelbarer Nähe siedelte sich die Corporazione Piloti dell’Estuario Veneto an.
1883 wurde der Lido mit den Orten Lido, Malamocco und auch Alberoni nach Venedig eingemeindet. 1928 entstanden ein Seniorenheim und ein Krankenhaus der Kamillianer, 1930 ein Golfplatz. Der örtliche Golfplatz wurde von den Faschisten ausgesucht, um während Adolf Hitlers Besuch in Venedig vom 14. bis 16. Juni 1934 ihr Regime ins Licht zu setzen.
Seit Beginn der Wirtschaftskrise 2007 sollen sowohl das Krankenhaus als auch das Grand Hotel Des Bains ganz oder teilweise in Appartements umgewandelt werden, von denen allerdings 2011 viele leerstanden.
Die Dünen stehen unter Schutz und werden vom World Wildlife Fund und der Provinz betreut. Hinzu kommen Pinienwälder, die gleichfalls unter Schutz stehen.
Luchino Visconti dreht in Bagni Alberoni die Außenaufnahmen zu „Der Tod in Venedig“.

## Verkehr

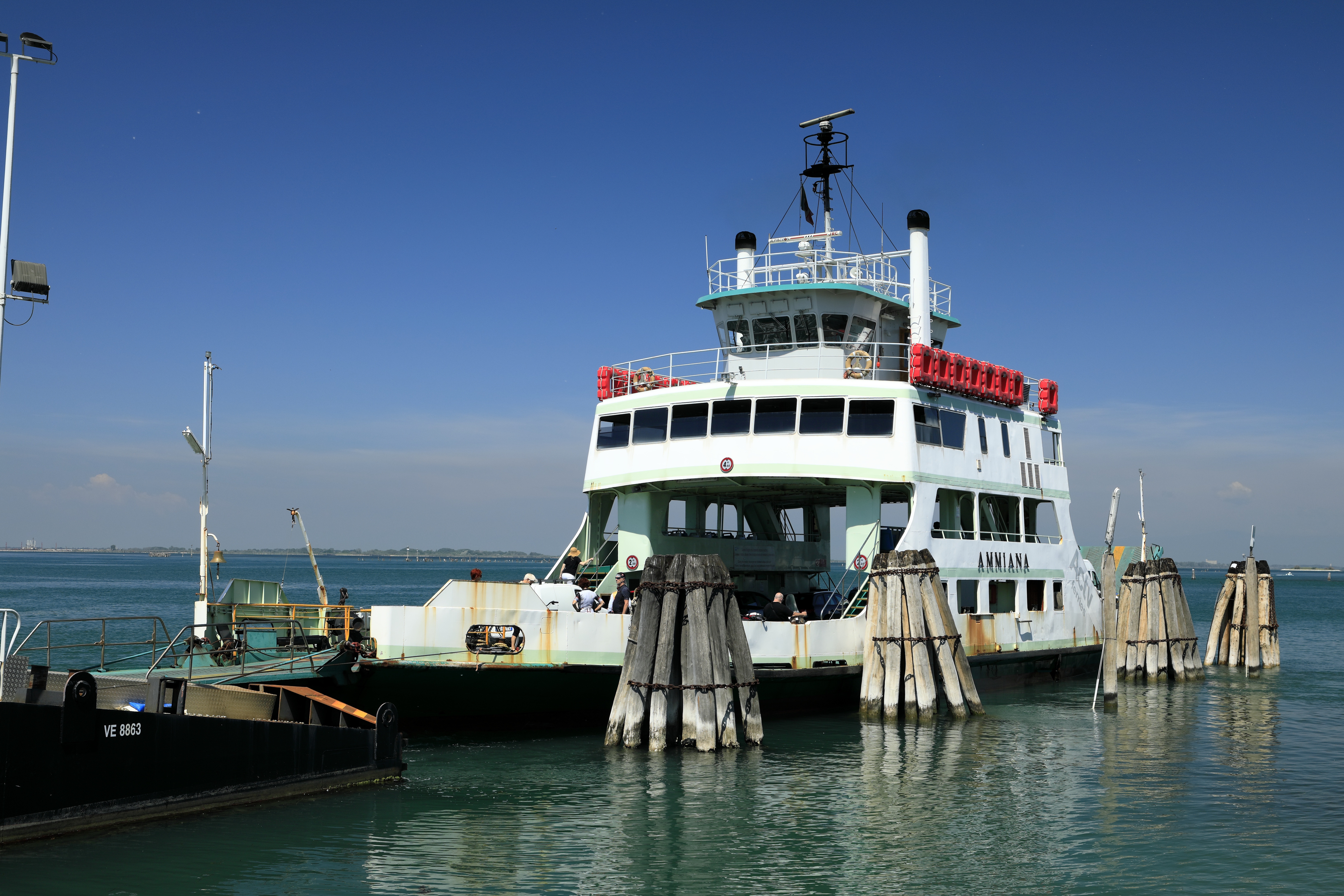
Fähre Ammiana

Durch Alberoni verläuft die kombinierte Bus- und Schiffsverbindung der Linie 11 Lido St. Maria Elisabetta – Chioggia am Südrand der Lagune von Venedig. Eine zu dieser Linie gehörende Fähre verbindet den Ort mit der Insel Pellestrina, der Fähranleger befindet sich nahe der Bushaltestelle und die Busse werden mir den Fahrgästen trajektiert. Auch verbinden Autofähren den Inselort mit dem Festland (Fusina). Eine Busverbindung zum Hafen besteht gleichfalls.